# Stockel
 (juillet 2017).
Si vous disposez d'ouvrages ou d'articles de référence ou si vous connaissez des sites web de qualité traitant du thème abordé ici, merci de compléter l'article en donnant les références utiles à sa vérifiabilité et en les liant à la section « Notes et références ».
Pour la station de métro, voir Stockel (métro de Bruxelles).
Le quartier de Stockel (en néerlandais : Stokkel) est un quartier bruxellois de la commune de Woluwe-Saint-Pierre. Il est traversé en sa partie ancienne au nord par la rue de l'Église.
La place Dumon est le cœur battant du quartier de Stockel.

## Historique
En 940, le Comte de Flandre Arnoul le Vieux fit don de ce territoire au Comte de Wijnen, son beau-fils. 
La famille de Wijnen restera au pouvoir à Stockel jusqu’au XIIe siècle. Elle possédait également l’abbaye d’Affligem, les localités de Moorsel, Sterrebeek, Kraainem, notamment.
Au hameau de Stockel, il y a eu un oratoire dès le début de l'évangélisation de nos régions. Mais la mention de l'existence de la chapelle Notre-Dame ou de la Visitation est citée pour la première fois en 1326. 
Au XIVe siècle, Stockel fut une seigneurie dont le plus prestigieux représentant fut Georges Kieffelt. D'où aussi la rue nommée Val des Seigneurs.
Jusqu'au XVIIIe siècle, Stockel appartenait à la paroisse de Woluwe-Saint-Lambert.
Le quartier actuel de Stockel s’étendait depuis l’avenue de Tervueren jusqu’à l’avenue Hebron à Kraainem. C’était une partie de la forêt de Soignes actuelle avec une grande ferme située à l'emplacement de l'actuelle rue de la Ferme, près de la place Dumon. Un chemin creux (l'actuelle rue de Stockel et l'avenue Reine Astrid) reliait Hoog-Kraainem à Stockel où l’on allait se fournir en bois de chauffage et chasser (ou braconner).

### Abords

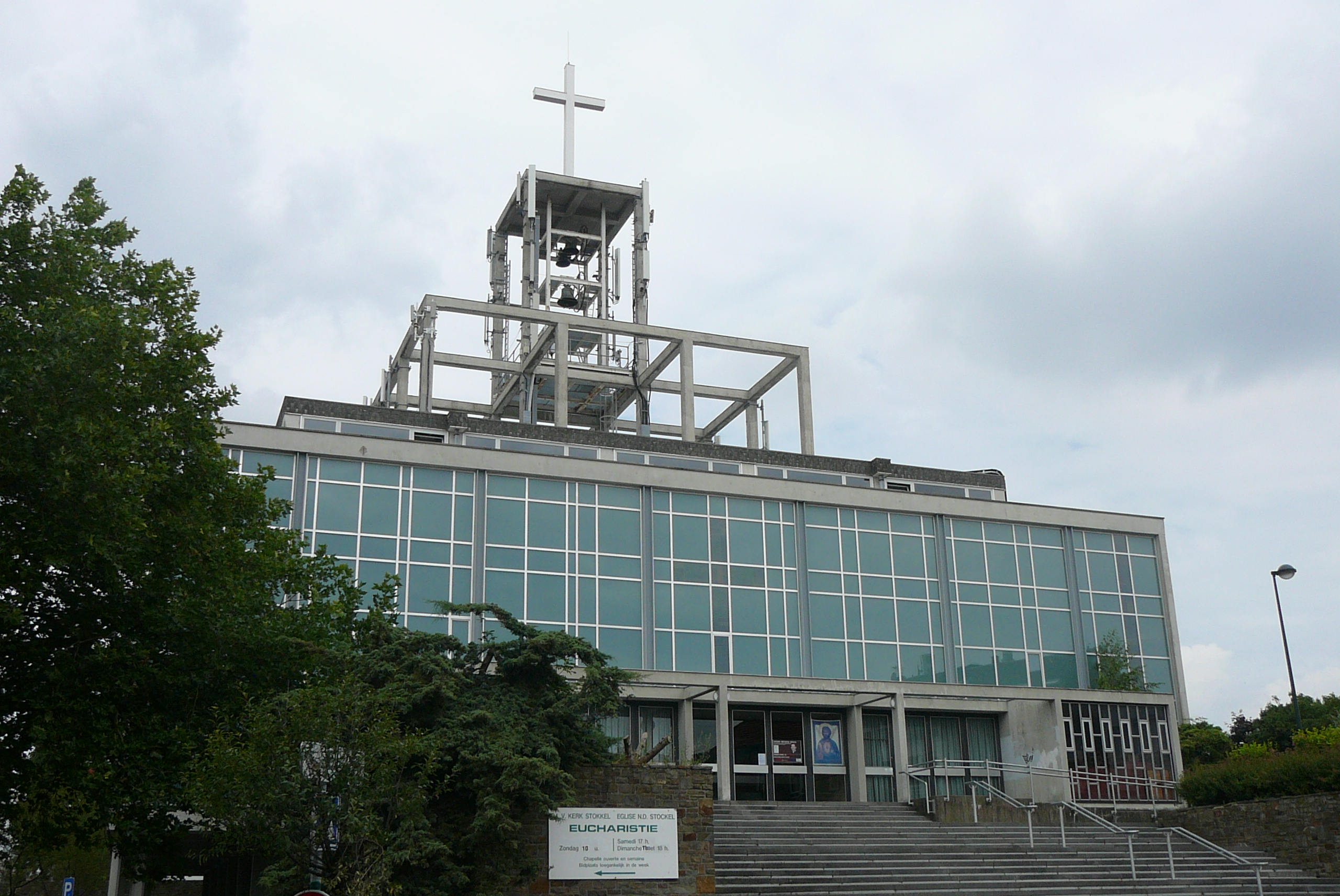
L'église Notre-Dame de Stockel en 2017.

À partir du quinze août 1909, la ligne de tramway no 41 reliait Stockel à Woluwe ; elle est aujourd'hui remplacée par la ligne 39. Une station de métro éponyme dessert le quartier.
En 1962, un édifice religieux, l'église Notre-Dame de Stockel, inspiré du style moderne le plus récent, fut conçu par les architectes René Aerts et Paul Ramon.